# Кадиллак Коммандо
Компания Кадиллак по заказу армии США начала разработку бронетранспортёра Кадиллак V в 1962 году. Необходимо было создать многоцелевую машину для визуальной разведки местности, сопровождения конвоев и в качестве базы для размещения различного вооружения. Первый опытный образец был построен в 1963 году, а в 1964 году было начато серийное производство модели машин серии V-100.

## История
«Коммандо» разрабатывался как авиадесантная амфибийная бронемашина с колёсным шасси, которая может применяться для решения разведывательных задач, сопровождения колонн, подавления беспорядков, а также для перевозки личного состава (в варианте бронетранспортёр), аппаратуры управления и связи (командно-штабная машина). В 1963 году новая машина была представлена прессе. На момент своего дебютного выкатывания броневик имел следующие характеристики: Количество перевозимых на борту военнослужащих вместе с водителем составляло двенадцать человек. Гомогенная композитная броня обеспечивала защиту перевозимых людей и груза от 7,62-мм пуль. Скорость машины по шоссе и по ровному твёрдому грунту превышала 96 км/ч, скорость на плаву составляла 6 км/ч, градиент преодолеваемого подъёма 70 % (40° в гору), лебёдка с гидроприводом грузоподъёмностью 4535 кг позволяла извлечь машину из ямы, болота и других препятствий. Запас хода в зависимости от типа и степени пересечённости местности составлял от 560 до 845 км. Машина имела пулестойкие колёса, которые обеспечивали запас хода 80 км в случае пробивания всех четырёх колёс пулями. Основное вооружение варианта БТР было представлено спаркой из двух пулемётов во вращающейся башне — крупнокалиберным 12,7-мм и пристрелочным 7,62-мм пулемётами, а также 10 бойницами для перевозимых бойцов, которые обеспечивали нормальный огонь из любого ручного стрелкового оружия, состоящего на вооружении ВС США.

## Серии
Существуют четыре основных серии бронетранспортёра Коммандо: V-100, V-150, V-200 и «Скаут».
Конструкция у всех трех серий однотипная. Бронекорпус машин сварной, выполнен из листов стальной брони высокой твердости марки XAR-30. Обеспечивает защиту экипажа и десанта от пуль калибра не более 7,62 мм, осколков снарядов и противопехотных мин. В передней части машины размещаются командир и водитель. Двигатель располагается в задней части корпуса слева. В центре машины находится десантное отделение. Три двухсегментных вертикально-открывающихся двери располагаются по обоим бокам и в кормовом листе. В крыше также располагается люк. Девять бронированных окон(по одному в скулах корпуса, бортах и дверях и два в лобовом бронелисте) обеспечивают круговой обзор изнутри машины. Под каждым окном(кроме лобовых) находятся амбразуры, прикрытые отодвигающимися бронезаслонками.
Подвеска колёс зависимая, на листовых рессорах. Все колеса оснащены гидроамортизаторами. На машинах всех трёх серий устанавливались карбюраторные двигатели Крайслер V-8, 210 л. с.

### Серия V-100
Бронетранспортёры V-100 впервые были использованы во время войны США во Вьетнаме. В целом V-100 хорошо зарекомендовали себя в боевых условиях, несмотря на то, что сравнительно лёгкая конструкция не позволяла устанавливать на машину тяжёлое вооружение.
Вооружение V-100 состояло либо из двух 7,62-мм пулемётов в закрытой башне, либо одного 12,7-мм пулемёта в открытой сверху башне.
Помимо армии машины V-100 (с демонтированным вооружением) использовались американской полицией, в том числе для разгона антивоенных демонстраций в годы войны во Вьетнаме.
Бронетранспортёр V-100 является амфибией. Движение в воде осуществляется за счёт вращения колёс.

### Серия V-150
Бронетранспортёр V-150 создан на основе V-200. Основные варианты исполнения: бронетранспортёр (без бортового вооружения), командно-штабная машина (7,62-мм пулемёт на станке со щитом), боевая разведывательная машина (12,7-мм спаренный крупнокалиберный пулемёт во вращающейся командирской башенке), боевая машина огневой поддержки (20-мм автоматическая пушка во вращающейся башне и 7,62-мм пулемёт на станке), боевая машина с тяжёлым вооружением (90-мм пушка во вращающейся башне и 7,62-мм пулемёт на станке), самоходный миномёт (81-мм миномёт на открытой платформе).
Днище машины было усилено бронеплитой для защиты экипажа от подрыва мин. Машина была представлена вниманию прессы в январе 1972 года

### Серия V-200
Бронетранспортёр V-200 представлял увеличенную копию своего предшественники V-100. По сравнению с V-100, V-200 имеет бо́льшие габариты и усиленную ходовую часть. Это позволяло устанавливать более тяжёлое вооружение.

## Боевое применение
Принимали участие во многих крупных военных конфликтах. Зачастую, попадания одной гранаты РПГ хватало чтобы вывести машину из строя или полностью уничтожить её.

### Война во Вьетнаме
В Южном Вьетнаме V-100 использовались военной полицией Армии США для патрулирования тыловых районов и в ходе проведения других гарнизонно-караульных мероприятий, а также службой обеспечения безопасности наземных объектов (авиабаз) Военно-воздушных сил США для объезда охраняемого периметра указанных объектов и предотвращения проникновения посторонних лиц. Подразделения сухопутных войск контингента США во Вьетнаме бронетранспортёрами «Коммандо» не оснащались. Для проверки боевой эффективности и общей оценки эксплуатации бронетранспортёра в боевой обстановке партия машин была поставлена Армии Республики Вьетнам (южновьетнамской). По неполным данным для армии Южного Вьетнама было продано 477 таких бронетранспортёров, в итоге некоторые броневики были отправлены назад в США, либо были уничтожены, либо стали трофеями Вьетнамской Народной Армии (северовьетнамской) после вывода американского воинского контингента с территории Южного Вьетнама и последовавшей вслед за тем кратковременной быстротекущей гражданской войны и падения сайгонского режима. Точные цифры потерь БТР от действий противника или в результате небрежности и разного рода происшествий неизвестны.

### Война в Персидском заливе
У Кувейта перед войной с Ираком в 1990 году имелось 62 бронетранспортёра V-300 с 90-мм пушкой и 20 V-150S. Все они были уничтожены и захвачены иракской армией.
Использовались армией Саудовской Аравии в ходе войны с Ираком в 1991 году. Участвовали в бою за город Хафджи на саудовской территории. Первая попытка взять город была отбита иракскими танками и пехотой, при этом было потеряно семь ракетно-пушечных V-150. В ходе второй атаки город был взят, потери V-150 достигли 10 машин.

## Сравнительная характеристика
|                     | V100                                      | V150                                                                                                 |
| Основные данные     | Основные данные                           | Основные данные                                                                                      |
| ------------------- | ----------------------------------------- | --- |
| Основное вооружение | 1—2 × 7,62-мм … 12,7-мм станковый пулемёт | 1—2 × 7,62-мм … 12,7-мм башенный пулемёт (БРМ)                                                       |
| Основное вооружение | 1—2 × 7,62-мм … 12,7-мм станковый пулемёт | 1 × 20-мм автоматическая пушка (БМОП)                                                                |
| Основное вооружение | 1—2 × 7,62-мм … 12,7-мм станковый пулемёт | 1 × 90-мм пушка с ручным перезаряжанием и 1×7,62-мм пристрелочный пулемёт, спаренный с пушкой (БМТВ) |
| Основное вооружение | без основного вооружения (БТР)            | |
| Двигатель           | бензиновый восьмицилиндровый (210 л. с.)  | бензиновый восьмицилиндровый (210 л. с.)                                                             |
| Двигатель           | дизельный шестицилиндровый (155 л. с.)    | |
| Коробка передач     | ручная пятиступенчатая                    | ручная пятиступенчатая                                                                               |
| Коробка передач     | автоматическая трёхступенчатая            | |

| Рабочее напряжение в системе, В | 24      | 24      |
| Ёмкость топливных баков, л      | 302,833 | 302,833 |
| Грузоподъёмность лебёдки, кг    | 2948    | 4536    |

| | V100             | V150              |
| Ходовые качества | Ходовые качества | Ходовые качества  |
| --- | ---------------- | ----------------- |
| Скорость движения по ровной местности, км/ч                                                                                | 96,5             | 88,5 (ручная)     |
| Скорость движения по ровной местности, км/ч                                                                                | 93 (автомат)     |                   |
| Скорость движения на плаву, км/ч                                                                                           | 5,15             | 4,8               |
| Преодолеваемая стенка, мм                                                                                                  | 610              | 610               |
| Преодолеваемый подъём, град.                                                                                               | 30°              | 30°               |
| Запас хода, км | 684–965          | 684–965           |
| Массо-габаритные характеристики                                                                                            |                  |                   |
| Боевая масса, кг | 7371             | 9072              |
| Длина, мм | 5690             | 5690              |
| Ширина, мм | 2260             | 2260              |
| Высота, мм | 2438 мм          | 2540 (с башней)   |
| Высота, мм | 2438 мм          | 2464 (с башенкой) |
| Клиренс (ось), мм | 406              | 381               |
| Клиренс (днище), мм | 686              | 635               |
| Колёсная база, мм | 2667             | 2667              |
| Колея, мм | 1867             | 1943              |
| Представленные параметры переведены из американской национальной системы мер в метрическую, с округлением дробных величин. |                  |                   |

## На вооружении
V-100
- Боливия
- Ботсвана
- Камерун
- Доминиканская Республика
- Гватемала
- Индонезия
- Ямайка
- Ливан
- Мексика
- Оман
- Панама
- Сомали
- Судан
- Таиланд
- Турция (полиция)
- США
- Венесуэла
- Вьетнам

V-150
- Чад (9 V150)
- Габон
- Гаити (шесть бронемашин, поставлены в 1973 г. и уничтожены в 1994 г.)
- Малайзия
- Филиппины (около 150 V-100 и V-150)
- Португалия (около 20 V-150)
- Саудовская Аравия
- Китайская Республика (V150 и V150S)

V-200
- Сингапур (около 250 V-200)